# ティールーム

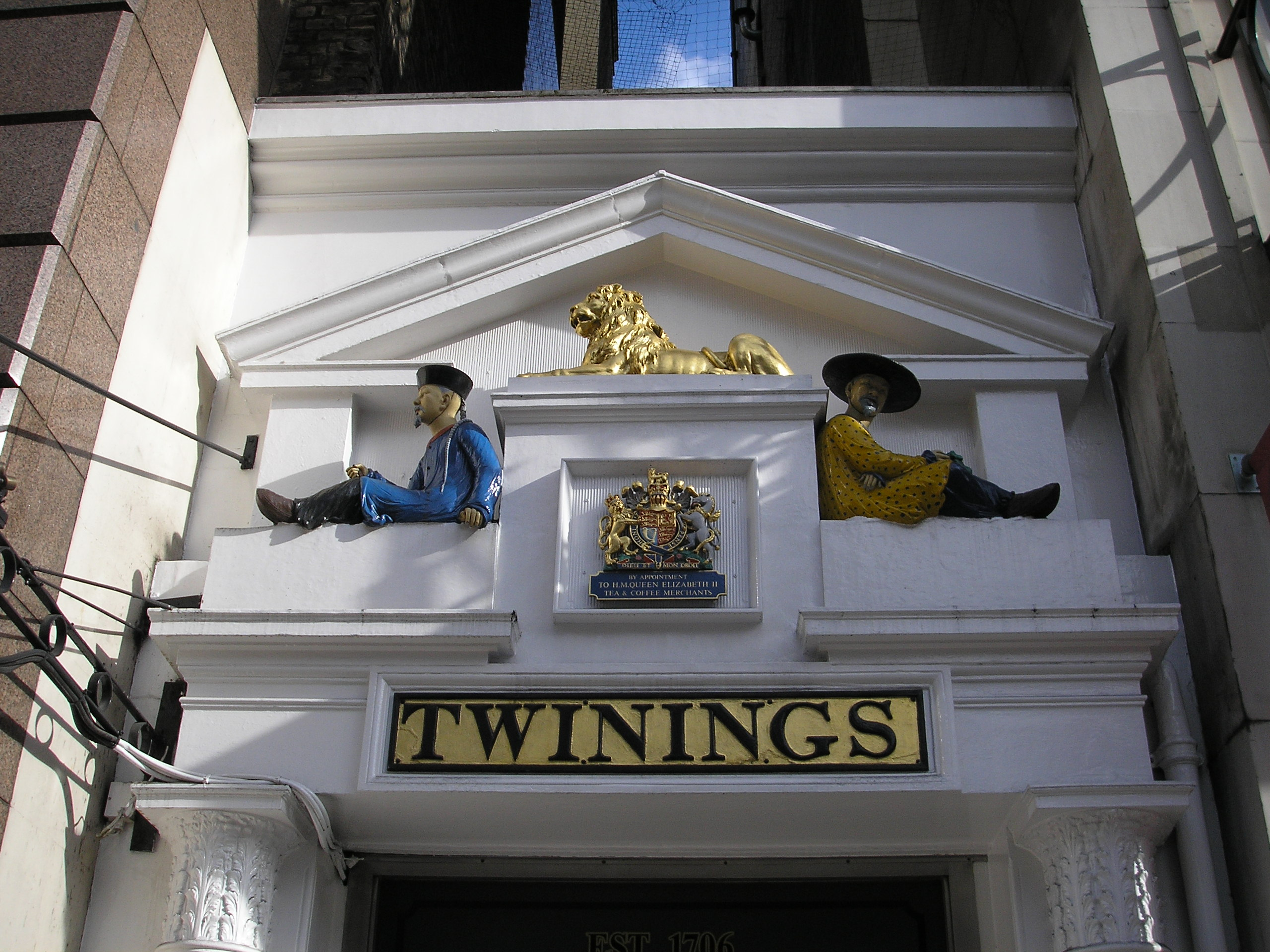
ロンドン、ストランドの昔ながらのトワイニングズ・ショップ

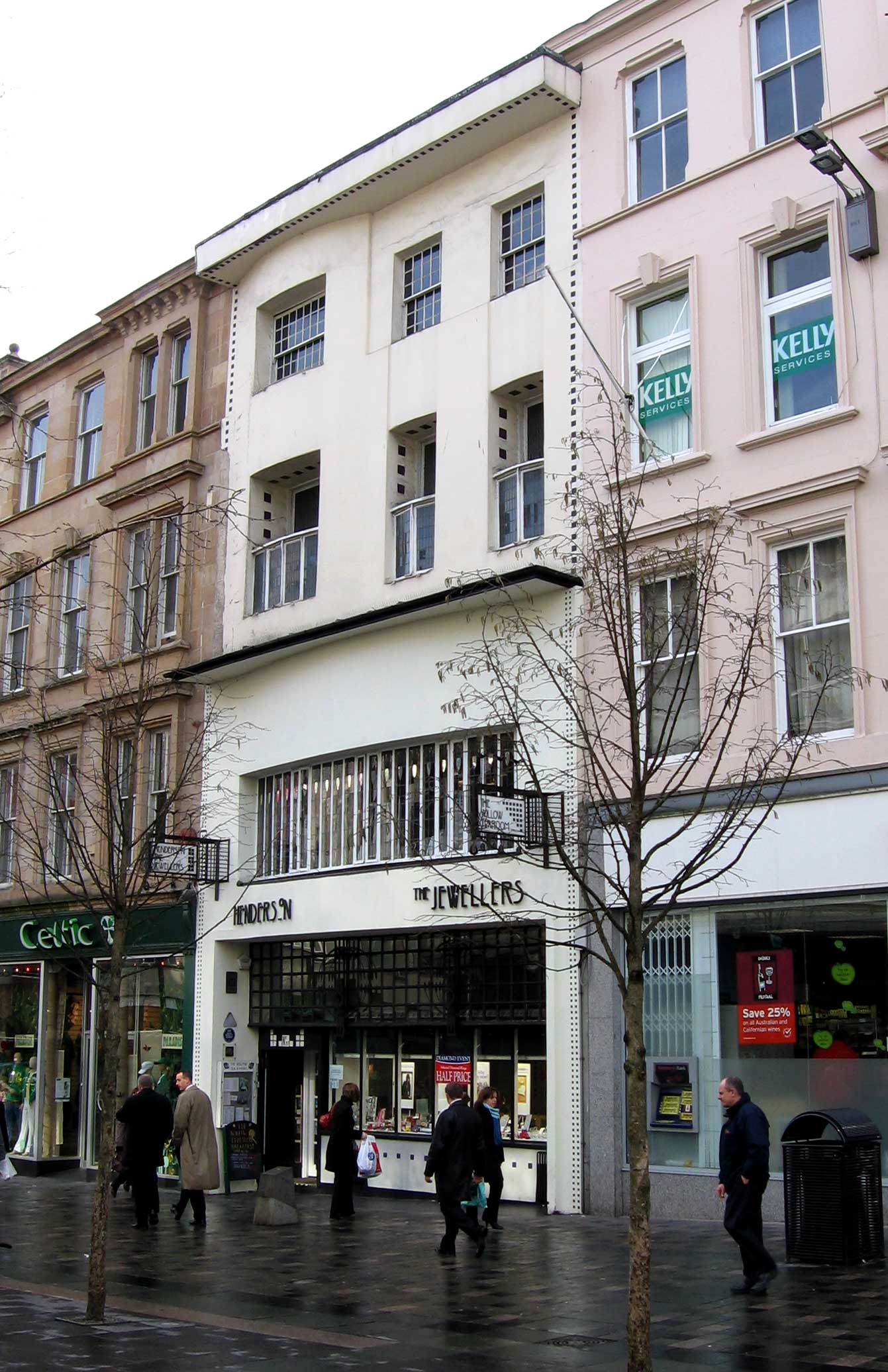
ウィロー・ティールームズ

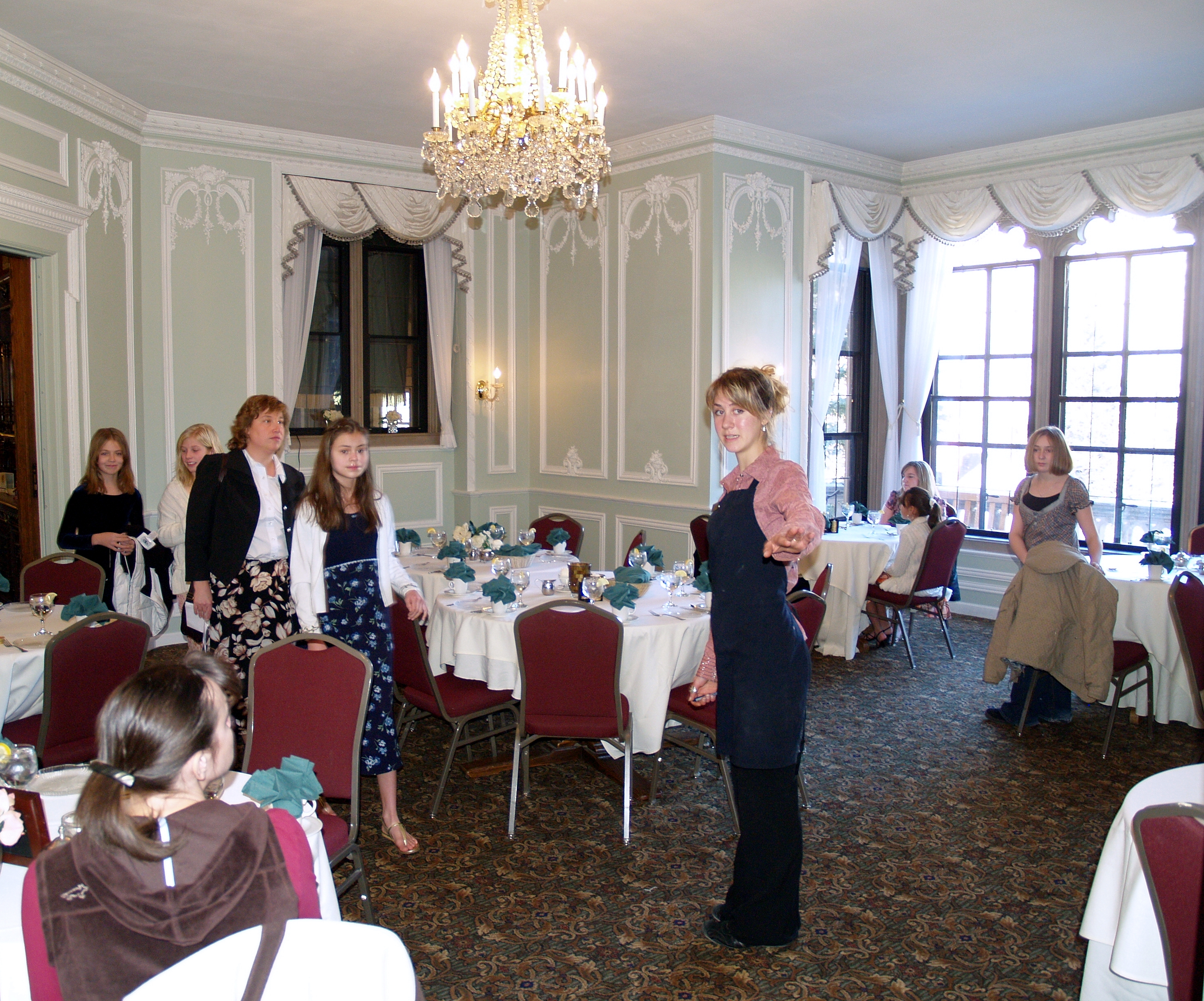
コロラドスプリングスのグレン・エイリー城にあるティールーム

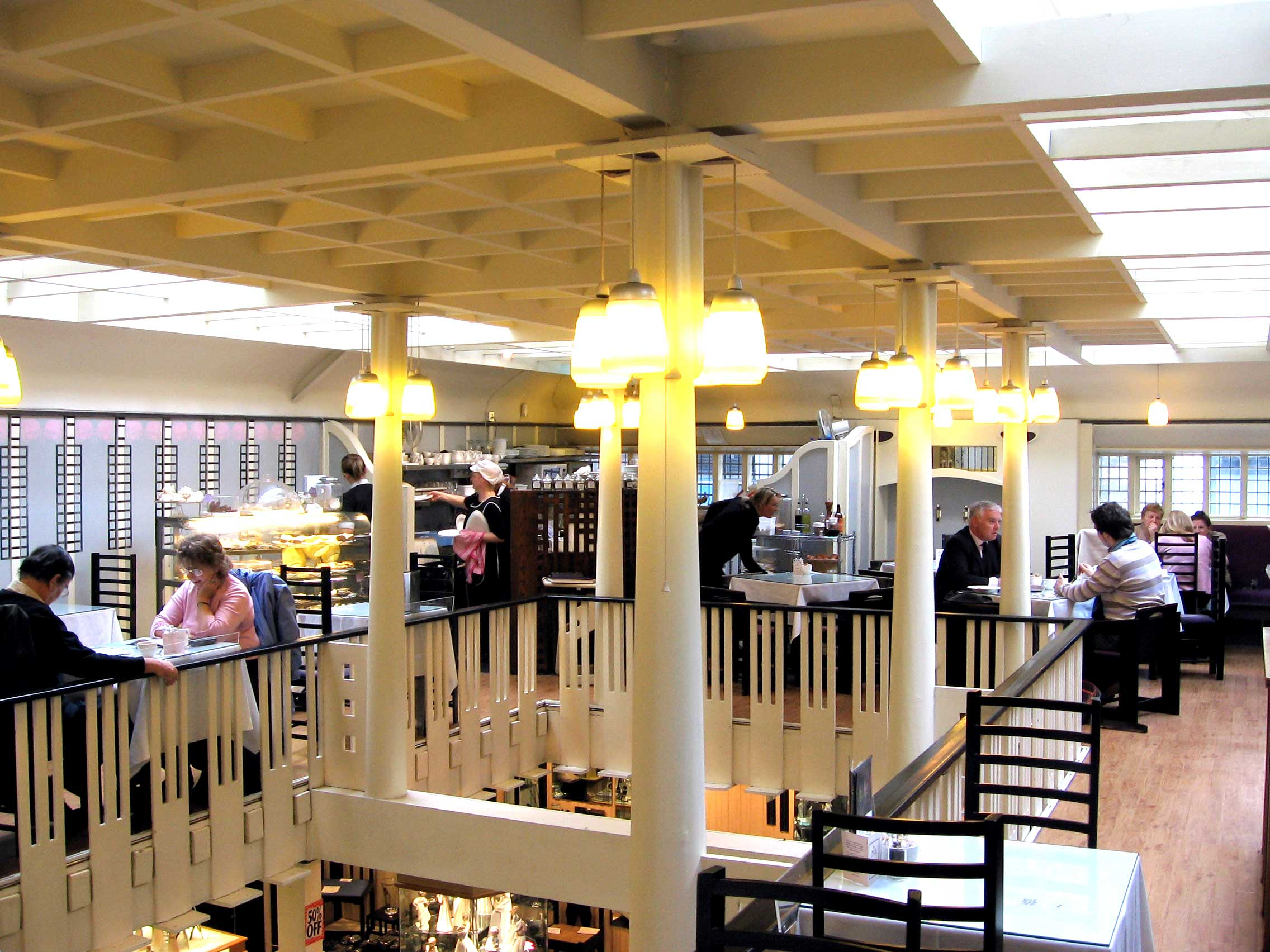
ウィロー・ティールームのギャラリー

ティールーム（英語: Tearoom）またはティーショップ（英語: Tea shop）は主にイギリスの喫茶文化に基づき、英語圏で飲み物や軽食を提供する小さなレストランである。とくに落ち着いていて静かな雰囲気の店舗を指す。この用語は家でティーを出すための部屋を指すこともある。
お客はジャムの付いたスコーンとクロテッドクリームから成るクリームティー（テヴォンシャティーとしても知られる）を食べたり、サンドウィッチ、スコーンそしてケーキのアフターヌーンティーをする。あるいは1日の最後の食事として、料理が付いたハイ・ティーが提供される。スコットランドでは紅茶はたいていスコーン、パンケーキ、クランペット、その他のケーキなど様々なものとともに提供される。
関連する使用法として、「ティールーム」（tearoom）は仕事場のかたわらにスタッフがリラックスするためや、特に仕事の休み時間に元気を回復するために用意される部屋を指すことがある。伝統的にそのようなティールームで食べ物と飲み物を出すスタッフはティー・レディと呼ばれた。

## 歴史的発展
紅茶はオリバー・クロムウェルの護国卿時代の間に初めてイングランドに入って来て、まもなく国民的飲み物になった。紅茶を飲むことはイギリス人にとっての娯楽になった。すでに1784年にはラ・ロシュフーコー＝リアンクール公爵は「イングランド全体を通じて紅茶を飲むことは一般的である」と書き留めている。それにもかかわらず、ベッドフォード公爵夫人アンナ・ラッセルは1840年にアフタヌーンティーを始めたと言われている。

### ロンドン
トマス・トワイニングは1706年に初とされるティールームをイングランド、ロンドンのストランド街216番地にオープンした。そこでは紅茶が今でも売られている。1787年にその会社は設立当初以来現在まで絶え間なく使用されているものとしては世界最古の広告用のロゴを作った。
1864年に、エアレイテッド・ブレッド・カンパニーはA.B.C.ショップとして知られるようになる初めての店をオープンした。ロンドンベースのエアレイテッド・ブレッド・カンパニーの女支配人によるティールーム開店のアイディアは「全ての階級の客に無料の紅茶とコーヒーを提供し、店内に宣伝用に公共のティールームを設置する許可を得る」というものであった。ティールームが提供する場所は、ヴィクトリア時代の女性が男性の同伴者なしでも体裁の心配なく食事をとれる場所であったので重要だった。1923年時点でA.B.C.紅茶ショップの総数は250店であり、A.B.C.ショップの30年後にオープンしたジェイ・ライアン・アンド・コーに次いでいた。
1894年にはジョン・ライアンズがピカデリーにティールームをオープンさせ、翌年には14店舗をかまえるチェーンに発達させた。

### グラスゴー
1875年、スコットランドのグラスゴーで茶の小売業者であったスチュアート・クランストンが「クランストンのティールーム」を開店した。1878年にその妹であるキャサリン・クランストンは「ミス・クランストンのティールーム」のチェーン店となる店を同じくグラスゴーでオープンさせた。兄のティールームをしのぐ人気店となり、女性客も多かった。ケイトはチャールズ・レニー・マッキントッシュの支援者になり、インテリアのデザインをまかせた。また、マッキントッシュはその後非常に有名になるウィロー・ティールームズの建物もデザインした。

### 20世紀の展開
ティールームの一般化に伴い、ホテルやデパート、劇場などにもティールームがもうけられるようになった。こうしたティールームは女性に人気があり、女性経営者によるティールームも多かった他、女性参政権運動家がよく訪れる場所でもあった。
1919年にはヨークシャーのハロゲイトに「ベティーズ」が開店した。
エドワード朝時代には、アメリカ合衆国や他のヨーロッパの地域も含めて、英国式のティールームはアフターヌーンティーダンスを売り物として盛んに提供するようになった。しかしながら第二次世界大戦中から1950年代にかけて、ティールームはより安価なセルフサービスのコーヒーショップなどと競合するようになり、人気がなくなるようになっていった。
こうしたティールームの退潮は、ナショナル・トラストが1970年代から歴史的建造物に併設されたティールームで茶を提供するようになった動きによって歯止めがかけられ、盛り返しが見られるようになっていった。